# Damarchus montanus
Damarchus montanus är en spindelart som först beskrevs av Tord Tamerlan Teodor Thorell 1890.  Damarchus montanus ingår i släktet Damarchus och familjen Nemesiidae. Inga underarter finns listade i Catalogue of Life.